# Trabeops
Trabeops is een geslacht van spinnen uit de familie wolfspinnen (Lycosidae).

## Soorten
De volgende soorten zijn bij het geslacht ingedeeld:
- Trabeops aurantiacus (Emerton, 1885)